# Knud Wefald
Knud Magnus Wefald (Kragerø, 3 novembre 1869 – Saint Paul, 25 ottobre 1936) è stato un politico statunitense. Fu membro della Camera dei rappresentanti dal 1923 al 1927.

## Biografia
Knud Wefald nacque in Norvegia dove frequentò le scuole primarie e la scuola superiore. Emigrò negli Stati Uniti nel 1887 e nel 1896 si stabilì a Hawley, nel Minnesota. In America fu imprenditore nel ramo agricolo.
Diventò presidente del consiglio comunale di Hawley dal 1907 al 1912. Nel 1913 fu eletto alla Camera dei rappresentanti del Minnesota, in cui rimase fino al 1917. Nel 1923 fu eletto con il partito Contadino-Laburista alla Camera dei rappresentanti degli Stati Uniti. Nel 1926 fallì la rielezione alla Camera. Uscito dal Congresso, Wefald ricoprì diversi ruoli politici a livello locale e fu inoltre, editore di un giornale in lingua norvegese a Fargo, in North Dakota. Morì a St. Paul nel 1936 ed in seguito seppellito nel cimitero di Hawley.